# Communauté de communes Nebbiu - Conca d'Oro
La communauté de communes Nebbiu - Conca d'Oro est une communauté de communes française située dans le département de la Haute-Corse dans la collectivité territoriale de Corse.

## Historique
- 20 décembre 2005 : création de la Communauté de communes du Nebbiu ;
- 1er janvier 2013 : création de la Communauté de communes de la Conca d'Oro ;
- 1er janvier 2017 : fusion des deux communautés de communes et création de la Communauté de communes du Nebbiu-Conca d'Oro.

## Présentation
La communauté de communes du Nebbiu-Conca d’Oro a été créée par arrêté préfectoral daté du 20 décembre 2016 prenant effet au 1er janvier 2017. Cet arrêté met en application les dispositions de l’article 35 de la loi Nouvelle Organisation Territoriale de la République (loi NOTRe).
L’arrêté organise la fusion des anciennes communautés de commune du Nebbiu et de la Conca d’Oro, et regroupe en son sein 15 communes énumérées ci-après : Saint-Florent, Farinole, Patrimonio, Barbaggio, Oletta, Poggio d’Oletta, Olmeta di Tuda, Rutali, Murato, Vallecalle, Rapale, Pieve, Sorio, Santo Pietro di Tenda et San Gavino di Tenda.
La population totale s’élève à 7 192 habitants. La superficie du territoire s’étend sur 387,2 km2. La densité de population est de 19 habitants/km2.
Les conseillers communautaires sont au nombre de 31, ils sont issus des conseils municipaux des 15 communes.
La communauté de communes exerce cinq compétences obligatoires qui sont la collecte et le traitement des déchets ménagers et déchets assimilés, l’aménagement de l’espace pour la conduite d’actions d’intérêt communautaire, les actions de développement économique, la gestion des aires d’accueil des gens du voyage et la gestion des milieux aquatiques avec la prévention des inondations (GEMAPI).
Parmi les compétences optionnelles, on trouve la protection et la mise en valeur de l’environnement, notamment les actions de prévention et de défense contre les incendies, la politique du logement et du cadre de vie, l’action sociale d’intérêt communautaire, la construction, l’entretien et le fonctionnement des équipements culturels et sportifs, et enfin les actions en faveur de la promotion et de la mise en valeur du tourisme.

## Administration
| Période      | Période  | Identité      | Étiquette | Qualité                           |
| ------------ | -------- | ------------- | --------- | --------------------------------- |
| janvier 2017 | En cours | Claudy Olmeta | LR        | Président, Maire de Saint-Florent |

## Composition
La communauté de communes est composée des 15 communes suivantes :

| Nom                   | Code Insee | Gentilé          | Superficie (km2) | Population (dernière pop. légale) | Densité (hab./km2) |
| --------------------- | ---------- | ---------------- | ---------------- | --------------------------------- | ------------------ |
| Oletta (siège)        | 2B185      |                  | 26,61            | 1 816 (2022)                      | 68                 |
| Barbaggio             | 2B029      |                  | 10,86            | 340 (2022)                        | 31                 |
| Farinole              | 2B109      | Farinolais       | 14,76            | 236 (2022)                        | 16                 |
| Murato                | 2B172      | Muratais         | 20,38            | 564 (2022)                        | 28                 |
| Olmeta-di-Tuda        | 2B188      | Olmetais         | 17,4             | 563 (2022)                        | 32                 |
| Patrimonio            | 2B205      |                  | 17,46            | 877 (2022)                        | 50                 |
| Piève                 | 2B230      |                  | 19,7             | 116 (2022)                        | 5,9                |
| Poggio-d'Oletta       | 2B239      | Poggiolais       | 16,16            | 216 (2022)                        | 13                 |
| Rapale                | 2B257      |                  | 10,16            | 162 (2022)                        | 16                 |
| Rutali                | 2B265      | Rutalais         | 17,11            | 519 (2022)                        | 30                 |
| Saint-Florent         | 2B298      | Saint-Florentais | 17,98            | 1 685 (2022)                      | 94                 |
| San-Gavino-di-Tenda   | 2B301      |                  | 50,44            | 58 (2022)                         | 1,1                |
| Santo-Pietro-di-Tenda | 2B314      |                  | 125,66           | 339 (2022)                        | 2,7                |
| Sorio                 | 2B287      |                  | 15,56            | 129 (2022)                        | 8,3                |
| Vallecalle            | 2B333      | Vallecallais     | 6,91             | 163 (2022)                        | 24                 |

## Démographie
| 1968  | 1975  | 1982  | 1990  | 1999  | 2010  | 2015  | 2021  |
| ----- | ----- | ----- | ----- | ----- | ----- | ----- | ----- |
| 4 240 | 4 230 | 4 585 | 4 941 | 5 386 | 6 612 | 7 061 | 7 679 |